# Heteraphorura
Genre
Heteraphorura est un genre de collemboles de la famille des Onychiuridae.

## Distribution
Les espèces de ce genre se rencontrent en zone holarctique.

## Liste des espèces
Selon Checklist of the Collembola of the World (version du 23 septembre 2019) :
- Heteraphorura bima (Christiansen & Bellinger, 1980)
- Heteraphorura carpatica (Stach, 1938)
- Heteraphorura casa (Christiansen & Bellinger, 1980)
- Heteraphorura conjungens (Börner, 1909)
- Heteraphorura edentata (Kos, 1939)
- Heteraphorura imadatei (Yosii, 1956)
- Heteraphorura intricata Pomorski, 2002
- Heteraphorura iranica Kaprus, Shayanmehr & Kahrarian, 2017
- Heteraphorura japonica (Yosii, 1967)
- Heteraphorura justynae Pomorski, 2002
- Heteraphorura longisetosa (Lee & Park, 1986)
- Heteraphorura magnina (Wray, 1950)
- Heteraphorura orientalis (Martynova, 1976)
- Heteraphorura pseudoseolagensis (Martynova, 1981)
- Heteraphorura seolagensis (Lee, 1974)
- Heteraphorura steineri Arbea, 2014
- Heteraphorura subtenuis (Folsom, 1917)
- Heteraphorura tala (Christiansen & Bellinger, 1980)
- Heteraphorura variotuberculata (Stach, 1934)

## Publication originale
- Bagnall, 1948 : Contributions toward a knowledge of the Onychiuridae (Collembola-Onychiuroidea). I-IV. Annals and Magazine of Natural History, sér. 11, vol. 14, p. 631-642.